# 아벤고 공수군단
"아벤고 공수군단"은 1982년에 개봉한 대한민국의 영화이다.

## 캐스팅
- 신일룡 : 오일규 역
- 남궁원 : 고혁주 중령 역
- 정윤희 : 배수나 역
- 김희라 : 장필규 역
- 윤양하 : 백상수 역
- 유영국 : 한지룡 역
- 남포동 : 곽동필 역
- 최병근 : 무전사 역
- 이대근 : 특전사령관 성 장군 역
- 이영하 : 오일규의 아들 오승지 역
- 윤영애 : 영채 역
- 이해룡 : 개털잠바 역
- 이해민 : 오일규의 삼촌 역
- 강계식 : 오일규의 부친 역
- 곽건 : 허민규 역
- 김경란 : 간호원 1 역
- 채령 : 고혁주 중령 부인 역 (특별출연)
- 빅 모로 : 알렉산더 중령 역 (특별출연)
- 마샤 스미스 : 벤다플 대위 역 (특별출연)
- 김형일 : 인민군 병사 역 (보조 출연자)